# Halové mistrovství Československa v atletice 1989
Halové mistrovství Československa v atletice 1989 se konalo v Jablonci nad Nisou ve dnech 4. a 5. února 1989.

## Medailisté

### Muži
| Soutěž                      | Zlato                      | Stříbro                 | Bronz                        |
| 60 m                        | Jiří Hudec 6.61            | Jiří Valík 6.73         | Pavel Polomský 6.81          |
| 100 m                       | Jiří Valík 10.54           | Pavel Polomský 10.67    | Luboš Ruda 10.68             |
| 400 m                       | Marcel Sendler 48.26       | Aleš Vyhnálek 48.64     | Petr Krejčíř 48.73           |
| 800 m                       | Jaromír Skalický 1:53.31   | Pavel Soukup 1:53.77    | Miloslav Zítka 1:54.14       |
| 1500 m                      | Jan Kraus 3:45.90          | Vladimír Slouka 3:48.78 | Luboš Šubrt 3:48.82          |
| 3000 m                      | Vladimír Slouka 7:56.38    | Pavel Michálek 7:57.04  | Luboš Šubrt 8:13.26          |
| 60 m př.                    | Jiří Hudec 7.64            | Pavel Šáda 7.73         | Aleš Höffer 7.77             |
| Chůze na 5000 m             | Roman Mrázek 18:52.83      | Pavol Blažek 18:56.36   | Hubert Sonnek 19:19.22       |
| Skok do výšky               | Róbert Ruffíni 224         | Ľubomír Roško 218       | Zdeněk Kubišta 214           |
| Skok o tyči                 | Zdeněk Lubenský 550        | František Jansa 515     | Pavel Sluka a Roman Zrun 515 |
| Skok daleký                 | Robert Změlík 781          | Milan Gombala 771       | Ivo Krsek 770                |
| Trojskok                    | Milan Mikuláš 16.75        | Pavel Wiedermann 16.29  | Jaroslav Mrštík 15.87        |
| Vrh koulí                   | Karel Šula 20.57           | Remigius Machura 19.41  | Jozef Lacika 18.16           |
| Osmiboj Praha 3. – 4.2.1989 | Lubomír Matoušek 5956 bodů | Petr Müller 5867 bodů   | Petr Horn 5859 bodů          |

### Ženy
| Soutěž                      | Zlato                      | Stříbro                                | Bronz                     |
| 60 m                        | Monika Špičková 7.36       | Renata Černochová 7.45                 | Erika Suchovská 7.49      |
| 100 m                       | Monika Špičková 11.51      | Erika Suchovská 11.82                  | Renata Černochová 11.92   |
| 400 m                       | Helena Dziurová 54.31      | Zuzana Machotková 55.02                | Hana Nováková 56.85       |
| 800 m                       | Petra Pokorná 2:07.83      | Klára Fuksová 2:09.64                  | Jana Švejdová 2:12.00     |
| 1500 m                      | Iveta Vasilová 4:48.23     | Kateřina Čapounová 4:50.52             | Romana Kozderková 5:01.38 |
| 3000 m                      | soutěž se neuskutečnila    | soutěž se neuskutečnila                | soutěž se neuskutečnila   |
| 60 m př.                    | Jitka Tesárková 8.23       | Blanka Hladká 8.25                     | Milena Tebichová 8.47     |
| Chůze na 3000 m             | Dana Vavřačová 12:46.81    | Jana Zárubová 13:12.88                 | Viera Toporeková 13:44.53 |
| Skok do výšky               | Jana Brenkusová 183        | Šárka Kašpárková a Zdena Svatošová 180 |                           |
| Skok daleký                 | Vanda Nováková 603         | Blanka Krátká 586                      | Zuzana Lajbnerová 585     |
| Vrh koulí                   | Soňa Vašíčková 19.74       | Alena Vitoulová 18.77                  | Hana Mísařová 15.53       |
| Pětiboj Praha 3. – 4.2.1989 | Marcela Podracká 4146 bodů | Jana Schreibmaierová 3888 bodů         | Dagmar Vávrů 3885 bodů    |